# Плейделл-Бувери, Джейкоб, 6-й граф Рэднор
Джейкоб Плейделл-Бувери, 6-й граф Рэднор (англ. Jacob Pleydell-Bouverie, 6nd Earl of Radnor; 8 июля 1868 — 26 июня 1930) — британский дворянин, военный и консервативный политик. Он носил титул учтивости — виконт Фолкстон с 1889 по 1900 год.

## Происхождение и образование
Родился 8 июля 1868 года. Старший сын Уильяма Плейделл-Бувери, 5-го графа Рэднора (1841—1900), и Хелен Матильды Чаплин (? — 1929). Он получил образование в школе Харроу и Тринити-колледже в Кембридже.

## Карьера
С 1890 по 1892 год — помощник личного секретаря достопочтенно Генри Чаплина . Он заседал в Палате общин Великобритании от Уилтона в Уилтшире с 1892 по 1900 год.
3 июня 1900 года после смерти своего отца Джейкоб Плейделл-Бувери унаследовал титулы 6-го графа Рэднора, 7-го виконта Фолкстона из Фолкстона (графство Кент), 6-го барона Плейделл-Бувери (графство Беркшир), 7-го лорда Лонгфорда (графство Уилтшир) и 9-го баронета де Бувери, став членом Палаты лордов Великобритании.
В 1901—1902 годах лорд Рэднор занимал пост мэра Фолкстона. Во время пребывания в должности мэра он принимал германского императора Вильгельма II во время его визита в Шорнклифф для проверки кавалерийского полка в ноябре 1902 года.
В 1900 году лорд Рэднор участвовал во Второй англо-бурской войне. Вначале он был офицером 4-го (добровольческого) батальона Уилтширского полка. Во время войны поступил в роту регулярного батальона. Уплыв в Кейптаун в феврале 1900 года , он вернулся позже в том же году, унаследовав графский титул после смерти своего отца. Ему было присвоено звание подполковника и бревет-полковника, командующего 4-м батальоном.
Участвовал в Первой мировой войне, с 1914 по 1917 год он служил в Индии, где был бригадным генералом бригады Дехрадун. В 1918 году он был директором сельскохозяйственного производства Британского экспедиционного корпуса.
Руокводитель Королевской комиссии по уходу и контролю над слабоумными в период с 1904 по 1908 год . В июне 1919 года он был назначен заместителем лейтенанта Уилтшира. С 1924 по 1930 год — лорд-лейтенант графства Уилтшир.

## Семья
20 января 1891 года Джейкоб Плейделл-Бувери женился на Джулиан Элеоноре Аделаиде Бальфур (? — 5 января 1946), дочери Чарльза Бальфура (1823—1872) и Минни Джорджианы Лидделл (1848—1927). У супругов было десять детей:
- Леди Джин Плейделл-Бувери (23 марта 1892—1976), в 1914 году вышла замуж за майора (Джорджа) Джеральда Петерика (ум. 1946)
- Леди Кэтрин Плейделл-Бувери (16 мая 1894 — 12 ноября 1961), в 1927 году вышла замуж за Джона Генри Макнила.
- Уильям Плейделл-Бувери, 7-й граф Рэднор (18 декабря 1895 — 23 ноября 1968), старший сын и преемник отца.
- Леди Элизабет Плейделл-Бувери (27 июня 1897 — 7 июля 1982)
- Капитан Достопочтенный Эдвард Плейделл-Бувери (10 сентября 1899 — 7 мая 1951), в 1936 году женился на Элис Перл Крейк, вдове 2-го барона Монтегю из Больё.
- Майор Достопочтенный Бартоломью Плейделл-Бувери (6 апреля 1902 — 31 октября 1965), в 1927 году женился первым браком на леди Дорин Клэр Хели-Хатчинсон, дочери 6-го графа Донахмора, а в 1949 году вторым браком на Кэтрин Тод.
- Леди Маргарет Плейделл-Бувери (26 июня 1903 — 17 сентября 2002), в 1923 году вышла замуж за подполковника Джеральда Барри.
- Достопочтенный Энтони Плейделл-Бувери (26 марта 1905 — 25 июня 1961), в 1931 году женился на Аните Эстель Костиандер (развод в 1942 году).
- Леди Хелен Плейделл-Бувери (2 января 1908 — 2 апреля 2003), в 1931 году вышла замуж за достопочтенного подполковника Дэвида Джона Смита[англ.], сына 2-го виконта Хэмблдена.
- Достопочтенный Питер Плейделл-Бувери (19 октября 1909—1981), 1-я жена с 1938 года Одри Эвелин Джеймс (развод в 1946 году), 2-я жена с 1947 года Одри Кидстон.